# (13255) 1998 OH14
A (13255) 1998 OH14 a Naprendszer kisbolygóövében található aszteroida. Eric Walter Elst fedezte fel 1998. július 26-án.